# Asian Club Championship 1992–93
Asian Club Championship 1992–93 là phiên bản thứ 12 của giải bóng đá câu lạc bộ thường niên diễn ra ở khu vực AFC (châu Á).
PAS Tehran từ Iran thắng trận chung kết và trở thành nhà vô địch châu Á lần đầu tiên trong lịch sử câu lạc bộ.

## Vòng loại

### Vòng đầu tiên
| Đội 1       | TTS | Đội 2      | Lượt đi | Lượt về |
| ----------- | --- | ---------- | ------- | ------- |
| Al Arabi    | 3–4 | PAS Tehran | 3–2     | 0–2     |
| Arseto Solo | 3–2 | Hải Quan   | 0–0     | 3–2     |

### Vòng thứ hai
| Đội 1       | TTS | Đội 2        | Lượt đi | Lượt về |
| ----------- | --- | ------------ | ------- | ------- |
| Arseto Solo | 3–2 | Kota Rangers | 1–1     | 2–1     |

### Vòng thứ ba
| Đội 1                          | TTS     | Đội 2       | Lượt đi | Lượt về |
| ------------------------------ | ------- | ----------- | ------- | ------- |
| Ngân hàng Nông nghiệp Thái Lan | 2–3     | Arseto Solo | 2–0     | 0–3     |
| Liêu Ninh FC                   | 4–4 (a) | Yomiuri FC  | 3–3     | 1–1     |

- Không có thêm kết quả nào ở vòng loại được biết

## Vòng bảng

### Bảng A
| Đội         | ST | T | H | B | BT | BB | HS | Đ |
| ----------- | -- | - | - | - | -- | -- | -- | - |
| Yomiuri FC  | 3  | 2 | 1 | 0 | 5  | 0  | +5 | 5 |
| Al-Shabab   | 3  | 1 | 2 | 0 | 4  | 1  | +3 | 4 |
| Al-Muharraq | 3  | 1 | 1 | 1 | 4  | 3  | +1 | 3 |
| Arseto Solo | 3  | 0 | 0 | 3 | 0  | 9  | −9 | 0 |

| Trận 1 | Yomiuri   | 0–0 | Al-Shabab |
| Trận 2 | Yomiuri   | 2–0 | Muharraq  |
| Trận 3 | Yomiuri   | 3–0 | Arseto    |
| Trận 4 | Al-Shabab | 1–1 | Muharraq  |
| Trận 5 | Al-Shabab | 3–0 | Arseto    |
| Trận 6 | Muharraq  | 3–0 | Arseto    |

### Bảng B
| Đội        | ST | T | H | B | BT | BB | HS  | Đ |
| ---------- | -- | - | - | - | -- | -- | --- | - |
| Al-Wasl    | 2  | 2 | 0 | 0 | 11 | 1  | +10 | 4 |
| PAS Tehran | 2  | 0 | 1 | 1 | 1  | 2  | −1  | 1 |
| Wohaib FC  | 2  | 0 | 1 | 1 | 2  | 11 | −9  | 1 |

| Trận 1 | Al Wasl | 1–0  | PAS    |
| Trận 2 | Al Wasl | 10–1 | Wohaib |
| Trận 3 | PAS     | 1–1  | Wohaib |

## Bán kết
| PAS Tehran | 2–1      | Yomiuri FC |
| ---------- | -------- | ---------- |
|            | (s.h.p.) |            |

| Al-Shabab | 2–2    | Al-Wasl |
| --------- | ------ | ------- |
|           | (4–3p) |         |

## Tranh hạng ba
| Al-Wasl | 4–3 | Yomiuri FC |
| ------- | --- | ---------- |
|         |     |            |

## Chung kết
| PAS Tehran         | 1–0 | Al-Shabab |
| ------------------ | --- | --------- |
| Mohsen Garousi 39' |     |           |